# 카도쿠라 켄
카도쿠라 켄(일본어: 門倉 健, 1973년 7월 29일 ~ )은 일본의 전 프로 야구 선수이자 야구 지도자이다. 2019 시즌부터 현역시절에 처음 데뷔를 했던 친정팀 주니치 드래건스에서 2군 투수 코치로 활약을 했다.
현역 시절 주니치 드래건스, 오사카 긴테쓰 버펄로스, 요코하마 베이스타스, 요미우리 자이언츠에서 활약을 했고 2009년부터 2011년까지 KBO 리그 팀인 SK 와이번스와 삼성 라이온즈 등에서 소속 선수로 활약을 했다. 대한민국에서 활동했던 일본인 야구 선수 중 가장 왕성한 활동을 한 선수이다. KBO의 등록명은 카도쿠라이다.

## 생애

### 프로 입단 전
중학교 시절 신장 190cm를 넘는 장신 투수로 주목을 받았고 사이타마현에 소재하고 있는 세이보우가쿠엔 고등학교에 진학해 야구부의 에이스로서 두각을 나타냈다. 당시 1973년에 태어난 세대에서는 사이타마 현에서 최고의 에이스로 군림할 정도로 프로 야구계로부터도 주목을 끈 존재였지만 시로이시 노리유키가 주장으로 있는 가스카베교에이 고등학교에 대해 이상하게 생각할 정도로 궁합이 나빴고 고교 3학년 때인 1991년에 춘계 사이타마 현 대회, 춘계 간토 대회, 전국 고등학교 야구 선수권 사이타마 대회에서 모두 시로이시에게 홈런을 허용하는 등 1:3으로 가스카베교에이 고등학교한테 패하면서 한신 고시엔 구장의 흙을 밟는 일은 없었다.
1992년 도호쿠 복지대학에 진학(동급생은 후쿠모토 아지아)하면서 전일본 대학야구 선수권 대회에서도 팀을 준우승으로 이끌 정도의 원동력이 되어 프로 야구단 관계자들로부터 주목을 받는 등 1995년의 프로 야구 드래프트 회의에서는 주니치 드래건스로부터 2순위 지명을 받아 입단했다. 그의 입단 동기는 아라키 마사히로, 와타나베 히로유키, 후에 긴테쓰에서도 같이 활약하는 마스다 다이스케 등이 있다.

### 주니치 드래건스·오사카 긴테쓰 버펄로스 시절
이듬해 1996년 7월 28일의 야쿠르트 스왈로스전에서 데뷔 첫 승리 투수가 되었고, 그 해에는 7승을 기록했다. 다음 해인 1997년에는 처음으로 두 자릿수 승리를 기록(1구원승 포함이라 통산 9선발승), 1998년에도 2년 연속 두 자릿수 승리를 기록하였지만 다음 해인 1999년은 2승(1선발승)으로 끝났다. 1999년 오프에는 고이케 히데오, 사노 시게키, 요시무라 가즈히토와의 맞트레이드로 고이케 다쿠이치, 아즈세 고타로 등과 함께 오사카 긴테쓰 버펄로스에 이적했는데 긴테쓰 이적 2년째인 2001년에는 시즌을 통해 선발 로테이션의 일각을 지키면서 8승(전년도와 똑같은 7선발승) 5패의 성적으로 긴테쓰의 퍼시픽 리그 우승에 기여했다(평균자책점은 6.49).
한편 주니치가 출전한 1999년 일본 시리즈와 긴테쓰가 출전한 2001년 일본 시리즈에서 가도쿠라의 등판 기회는 없었다. 2003년 오프 시즌에는 후쿠모리 가즈오, 야노 에이지와의 맞트레이드로 우다카 신지와 함께 요코하마에 이적했다.

### 요코하마 베이스타스 시절
2004년 6월 23일의 야쿠르트전에서는 요코하마 이적 후 첫 승리 투수가 되었고 그와 동시에 프로 데뷔 후 처음으로 홈런을 때려 냈다. 시즌 초에는 선발 투수를 맡고 있었지만 뚜렷한 결과가 나오지 않았고, 그 해에는 중간 계투로도 경험했다.
이듬해 2005년 8월 20일의 주니치전에서 등판해 승리 투수가 되었고 역대 네 번째인 ‘전 구단을 상대로 승리’를 달성(다만 달성 시점에서의 전체 구단이며, 자신이 소속했던 긴테쓰에서는 승리를 거두지 않았다)했는데 개인 최고 성적이 되는 11승(모두 선발)을 올려 최종전에서는 중 이틀에 등판시키는 우시지마 가즈히코 감독의 조치도 있어 팀 동료인 미우라 다이스케와 함께 리그 최다인 177개의 탈삼진을 기록, 최다 탈삼진 타이틀을 석권했다.
2006년에는 작년에 비해 불안정한 투구 플레이로 평균자책점 4.84의 성적을 기록할 정도의 부진을 겪으면서 한때는 중간 계투로 조정하는 등 만족스러운 투구 내용이 나오지는 않았지만 우시지마 감독은 참을성이 많을 정도의 선발로 기용해 전년도와 마찬가지로 규정 투구 이닝을 채우는 등 10승(1구원승 포함이라 통산 9선발승)을 올려 2년 연속 두 자릿수 승리 기록을 달성했다. 투구 내용이 만족스럽지는 않았지만 팀의 일원으로서의 두 자릿수 승리, 팀 최다승, 무엇보다 FA권을 행사했다는 이유와 1년 혹은 2년 이상이라는 계약과 연봉이 조금 늘어난 것에 대해서도 주장했다. 그러나 이러한 주장에 대해 구단 측은 “10승 10패의 투수는 필요 없다”등과 같은 강경한 태도로 일관했다. 구단 측의 대응에 불만을 느낀 가도쿠라는 이적을 시야로 넣은 FA 선언을 했다. 12월 2일, 요코하마가 가도쿠라의 잔류 교섭을 중단하면서 가도쿠라도 요코하마와의 결별을 선언하였고 메이저 리그 구단으로부터의 오퍼가 있었다는 것을 밝히기도 하는 등 “입단 테스트를 받을 가능성도 있다. 요코하마보다 조건이 나빠도 타 구단”이라고까지 발언했다. 그 후 요미우리 자이언츠가 영입할 의사를 나타냈다는 보도가 흘러나오면서 “매우 영광”, “하라 감독에게 동경하고 있었다”라고 말해 12월 7일 요미우리와의 입단 교섭에 응했다. 2년 계약에 인센티브 2억 엔의 제시를 받아 “굉장히 높은 평가를 해 주었고 기분은 거의 굳어지고 있다. 마음은 하나이다”라고 말하면서 이 시점에서는 요미우리의 이적이 사실상 결정되었다.
12월 11일, 요미우리의 입단이 정식으로 확정되면서 “다음 시기의 개막 대전은 요코하마와의 3연전에서 던지고 싶다”라고 말하는 등 의지를 나타냈다. 한편, 가도쿠라의 이적에 따른 인적 보상으로 구도 기미야스가 요코하마에 이적했다.

### 요미우리 자이언츠 시절
2007년, 본인이 “다음 시기의 개막 대전은 요코하마와의 3연전에서 던지고 싶다”라는 희망대로 개막 다음날인 2차전에 선발 등판해 요코하마 팬들로부터 야유를 받으면서도 호투하였지만 팀 타선의 지원없이 결국 후루키 가쓰아키한테 결승 홈런을 허용하여 패전 투수가 되었다. 8월에는 간신히 첫 승리 투수가 되면서 히어로 인터뷰에서도 눈물을 흘리기도 했고 이후의 등판에서는 7실점 하는 등 선발 투수로서는 기대 이상의 결과를 남길 수 없었다. 구원 등판에서도 9월 18일 한신과의 경기에서는 패전 투수가 되었고 클라이맥스 시리즈에서는 중간 계투로서 2경기에 등판했다.
이듬해 2008년의 시즌 개막은 2군에서 보냈고 4월 하순에는 중간 계투로서 1군에 승격, 11경기에 등판해 2홀드를 기록했다. 그러나 최종 등판에서는 3차례 등판했지만 모두 실점을 기록했고 그 중 두 차례는 동점인 상황에서 등판해 2패를 기록했다. 5월 17일 히로시마 도요 카프전의 연장 10회에 구리하라 겐타에게 결승 홈런을 허용하면서 패전 투수가 되는 등 2군으로 떨어졌다. 6월 이후는 2군에서의 선발 투수로서 등판했다. 클라이맥스 시리즈에서의 등판은 없었고 일본 시리즈의 출전 자격 명단에도 오르지 않았다. 시즌 종료 후 요미우리가 감액 제한의 25%를 넘는 대폭 삭감한 연봉을 제시했지만 재계약 협상이 결렬되었고 본인이 출전 기회를 요구한 적도 있어 자유 계약 선수가 되었다. 결국 2년 동안 요미우리에서 단 1승 밖에 거두지 않았다.
12월 23일에는 요미우리로부터 자유 계약 선수가 된 노구치 시게키와 함께 시카고 컵스의 입단 테스트를 받았다.

### 미국·한국 프로 야구 시절
2009년 1월 20일, 시카고 컵스와 마이너 계약을 맺으면서 스프링 캠프의 초청 선수로 참가하였고 스프링 캠프 연습 경기에서 6경기에 출전하여 3실점의 호투를 보였으나 개막 직전인 4월 2일에 구단으로부터 방출 통보를 받았다.
그 후 미국 야구계를 중심으로 이적처를 모색했지만 2009년 4월 14일에 마이크 존슨의 대체 선수로 KBO 리그 팀인 SK 와이번스와 입단 계약을 맺었고, 등번호는 54번으로 배정받았다. 4월 18일의 한화 이글스전에서는 2번째 투수로서 첫 등판했고 그 후 선발 로테이션의 일각으로서 28경기에 등판해 시즌 8승과 5.00의 평균자책점으로 좋지 못한 성적을 보여주었으나 포스트 시즌에서 맹활약하면서 팀의 준우승을 이끌었다. 시즌 종료 후 재계약에 성공했다.
2010년 3월 27일의 한화전에서 긴테쓰 시절인 2001년 이후 9년 만이 되는 개막전 선발 투수로서 등판해 7회를 8안타 2실점으로 호투하여 승리 투수가 되었고, 5월 4일의 넥센 히어로즈전에서도 호투해 개막 이후 7연승을 기록하면서 SK의 16연승을 이끈 주인공이 되었다. 7월 17일의 KIA 타이거즈전에서도 10승째를 올렸다. 일본 프로 야구 시대를 통해서 개인 최다가 되는 14승(13선발승으로 장원삼 김선우와 선발승 공동 6위, 평균자책점은 3위)을 기록해 SK의 정규 리그 우승에 기여했고 SK가 한국시리즈에서 우승한 이후인 11월 5일에는 대만에서 열린 한국-타이완 클럽 챔피언십 2차전에서 선발 등판해 7이닝 무실점으로 호투하여 승리 투수가 되었다. 11월 13일의 한일 클럽 챔피언십에서는 3회 도중 3실점을 기록하면서 강판당해 패전 투수가 되었다. 그 후 일본 내의 병원에서 진찰한 결과 왼쪽 무릎 상태가 좋지 않다고 판단해 SK 와이번스에서 그와 재계약을 포기하기로 결정했다.
그러나 그 후 수술 대신 재활을 선택했고 2011년 1월 16일부터 삼성 라이온즈의 괌 1차 캠프에 합류하여 입단 테스트를 받았다. 1월 25일에는 삼성 라이온즈와 총액 30만 달러에 입단 계약을 체결, 등번호는 16번으로 결정했다. 같은 해 5월 18일, 대구에서 열린 넥센전에서 완봉 승리를 거두어 한·일 통산 100승(91선발승)을 달성하였고 한때 평균자책 1위까지 달렸으나 SK에서 나타낸 우려가 결국 현실로 드러나게 되었다. 특히 그 해에는 KIA 타이거즈를 상대로 대단히 약한 모습을 보이면서 류중일 감독이 그를 포기하게 되는 원인이 되었다. 7월부터 무릎 부상으로 인해 페이스가 점차 떨어져 있었고 2군으로 내려갔지만 끝내 삼성에서 웨이버 공시되어 방출당했다. 부상으로 결국 중도 하차하게 되었지만 한국 프로 야구에서 활동한 일본인 선수 중 가장 오랫동안 활동한 선수로 남게 되었다. 그 후 삼성 라이온즈는 대체 선수로 저스틴 저마노를 영입하였다.

### 일본 야구계 복귀에의 도전
2012년 1월, 일본 프로 야구계의 복귀를 목표를 두면서 도호쿠 라쿠텐 골든이글스의 입단 테스트에 참가했지만 불합격 판정을 받았고 2월에는 홋카이도 닛폰햄 파이터스의 춘계 스프링 캠프에 참가해 입단 테스트를 받았지만 역시 불합격 판정을 받았다. 같은 해 4월, 홋카이도 다테시의 클럽 팀인 다테 히지리가오카 병원 경식 야구부에 입단해 홋카이도 지구 예선으로부터 도시 대항 야구 대회 출전을 목표로 했다.
같은 해 5월 25일, 이와미자와 시영 야구장에서 열린 도시 대항 야구 대회 홋카이도 1차 예선에서는 1차전 상대 오타루 야구 협회와의 경기에서 선발 등판해 7이닝까지 퍼펙트 게임을 달성했다. 이후의 경기에서는 연패를 당하여 홋카이도 지구 예선에서 탈락했지만 가도쿠라 자신은 JR 홋카이도의 보강 선수로서 도시 대항 야구에 출전하게 되었다. 7월 15일 도쿄 돔에서 열린 도시 대항 야구 대회에서는 1차전 상대인 토요타와의 맞대결에서 JR 홋카이도의 3번째로서 7회말부터 등판했지만 2대 2의 동점인 상황에서 사카타 아쓰히코에게 결승 2점 홈런을 맞아 패전 투수가 되었다.
2012년 11월 21일, 파이터스 스타디움(지바현 가마가야시)에서 12개 구단 합동 입단 테스트에 참가하여 프로 구단의 복귀를 타진했지만 영입 의사를 나타내는 구단이 없자 결국 현역에서 은퇴했다.

### 그 후

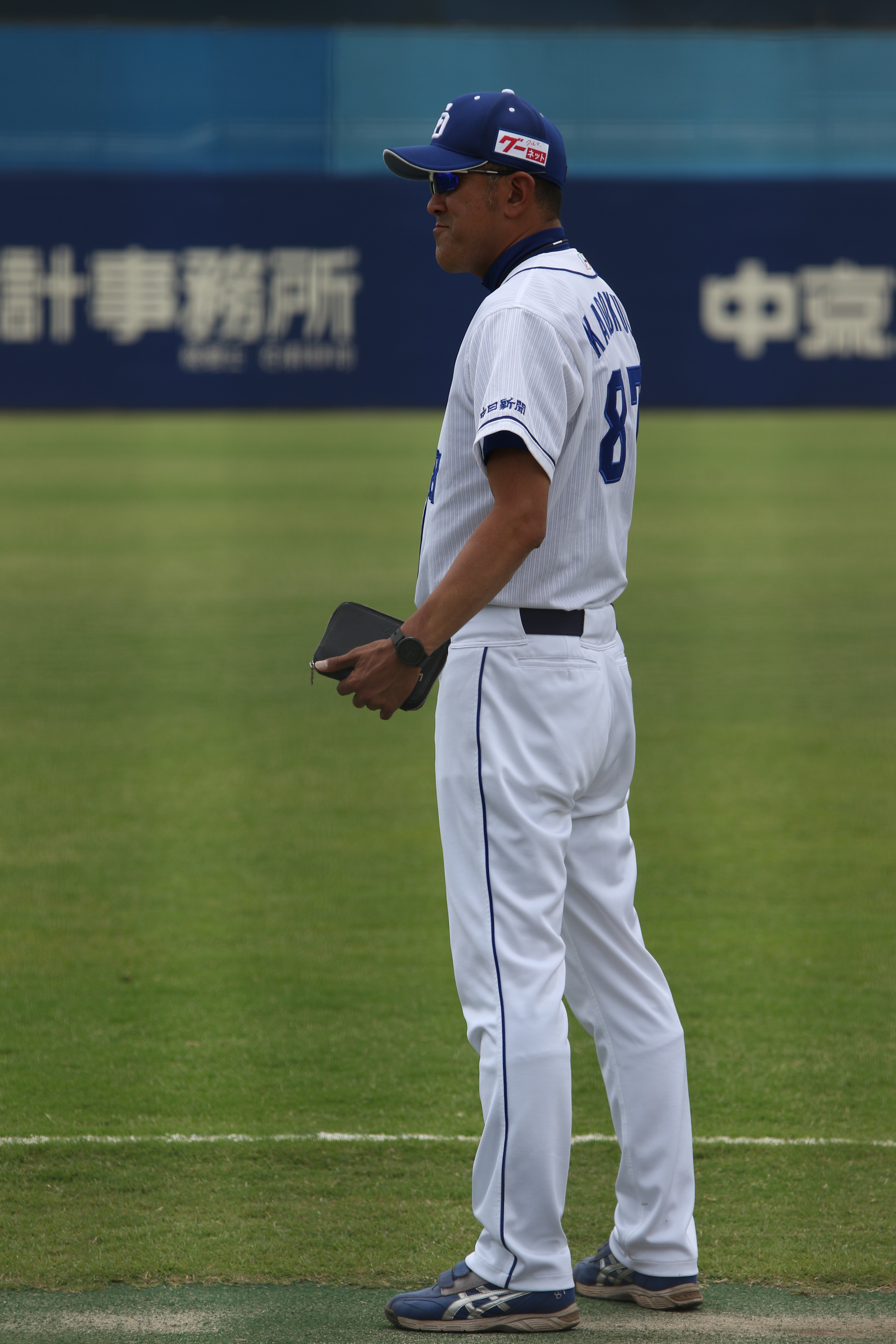
주니치 드래곤스 2군 코치 시절
（2019년6월23일、나고야 구장에서）

2012년 12월 31일, 일본의 스포츠 전문지 스포츠 닛폰은 12월 31일 인터넷판에서 가도쿠라가 현역에서 물러나 삼성 라이온즈에서 투수코치를 맡을 예정이라고 전했다. 하지만 삼성 라이온즈 구단은 가도쿠라의 지도자 경험이 전무한 점을 고려해, 투수 인스트럭터로 선임했다.
2013년에 인스트럭터로 부임한 그는 성적 부진으로 2군으로 내려온 투수 릭 판 덴 휘르크의 사이드 스텝을 체계적으로 교정해 주었다. 2군 투수코치로 정식 계약한 2014년에는 시즌 초 부상으로 2군에 내려온 릭 판 덴 휘르크를 선발 에이스로 발돋움하는 데 기여하여 삼성 팬들로부터 꽤 괜찮은 평가를 받았다.
2015년에는 1군 불펜코치로 올라왔으나, 시즌을 마치고 계약이 만료된 후 삼성과 재계약하지 않고 일본으로 귀국했다.
2016년에 도쿄 메트로폴리탄 텔레비전에서 게스트 해설자로 활동하면서 야구 해설가 커리어를 시작한 그는 일본 각지에서 야구교실에 참가했고, 2017년부터 간사이 TV 방송과 도쿄 방송 홀딩스에서 해설자로 출연을 했다.
2019 시즌을 앞두고 처음으로 프로 데뷔를 했던 주니치 드래건스의 2군 투수코치로 영입되어 다시 지도자 활동을 시작했다.

## 에피소드
- 주니치 드래건스 시절에는 이종범과 동료이기도 했다. 이를 계기로 이종범이 SK 와이번스가 광주 원정 경기를 하던 중 경기가 끝나고 자신의 집에 카도쿠라 가족을 초대하기도 했다.
- 눈에 띄는 큰 턱 때문에 일본에서는 턱을 의미하는 일본어인 ‘아고’와 이름이 결합하여 아고쿠라라는 별명으로 불리기도 하였다.[4] 그리고 대한민국에서는 이러한 특징 때문에 카턱이라는 별명이 붙었다.[5]
- 요코하마 시절에는 이승엽에게 25호 홈런(2006년)을 허용하고도 완투승한 적이 있다. 이후 2013년 삼성 라이온즈의 인스트럭터로 합류하여 이승엽과 다시 만나게 됐다.

## 상세 정보

### 출신 학교
- 세이보우가쿠엔 고등학교
- 도호쿠 복지대학

### 선수 경력
NPB
- 주니치 드래건스(1996년 ~ 1999년)
- 오사카 긴테쓰 버펄로스(2000년 ~ 2003년)
- 요코하마 베이스타스(2004년 ~ 2006년)
- 요미우리 자이언츠(2007년 ~ 2008년)

KBO
- SK 와이번스(2009년 ~ 2010년)
- 삼성 라이온즈(2011년)

사회인 시대
- 다테 히지리가오카 병원(2012년)

### 코치 경력
KBO
- 삼성 라이온즈 인스트럭터 코치(2013년 ~ 2014년)
- 삼성 라이온즈 불펜 코치 (2015년)

NPB
- 주니치 드래건스 2군 투수 코치(2019년 ~ 2021년)

### 수상·타이틀 경력

#### 타이틀
- 최다 탈삼진 : 1회(2005년)

#### 수상
- JA 전농 Go·Go상 : 1회(최다 탈삼진상 : 2001년 5월)

### 개인 기록

#### 투수 기록(NPB)
- 첫 등판 : 1996년 7월 26일, 대 야쿠르트 스왈로스 17차전(메이지 진구 야구장), 5회말에 3번째 투수로서 구원 등판, 1이닝 무실점
- 첫 탈삼진 : 상동, 5회말에 헨슬리 뮬렌으로부터
- 첫 승리 : 1996년 7월 28일, 대 야쿠르트 스왈로스 19차전(메이지 진구 야구장), 5회말에 2번째 투수로서 구원 등판, 2이닝 무실점
- 첫 선발·첫 완투승·첫 완봉승 : 1996년 8월 2일, 대 요미우리 자이언츠 14차전(나고야 구장)
- 첫 세이브 : 2004년 8월 15일, 대 요미우리 자이언츠 22차전(도쿄 돔), 9회말에 5번째 투수로서 구원 등판·마무리, 1이닝 무실점
- 첫 홀드 : 2008년 4월 25일, 대 한신 타이거스 4차전(한신 고시엔 구장), 7회말에 3번째 투수로서 구원 등판, 1이닝 무실점

#### 타격 기록(NPB)
- 첫 안타 : 1996년 8월 8일, 대 히로시마 도요 카프 18차전(히로시마 시민 구장), 4회초에 다카하시 겐으로부터 우전 안타
- 첫 타점 : 1997년 5월 3일, 대 야쿠르트 스왈로스 4차전(메이지 진구 야구장), 4회초에 요시이 마사토로부터 우전 적시타
- 첫 홈런 : 2004년 6월 23일, 대 야쿠르트 스왈로스 12차전(메이지 진구 야구장), 4회초에 후지이 슈고로부터 중월 솔로 홈런

### 기록 달성 경력(NPB)
- 통산 1000투구 이닝 : 2005년 8월 9일, 대 요미우리 자이언츠 13차전(풀캐스트 스타디움 미야기), 5회말 3아웃에 니오카 도모히로를 삼진으로 잡아 달성 ※역대 303번째
- 통산 1000탈삼진 : 2006년 4월 12일, 대 도쿄 야쿠르트 스왈로스 1차전(요코하마 스타디움), 1회초에 아오키 노리치카로부터 ※역대 118번째

### 등번호
- 25(1996년 ~ 1999년)
- 23(2000년 ~ 2002년)
- 17(2003년)
- 24(2004년 ~ 2006년)
- 27(2007년 ~ 2008년)
- 54(2009년 ~ 2010년)
- 16(2011년)
- 88(2013년 ~ 2015년)
- 87(2019년 ~ )

### 연도별 투수 성적
| 연 도      | 소 속      | 등 판 | 선 발 | 완 투 | 완 봉 | 무 4 구 | 승 리 | 패 전 | 세 이 브 | 홀 드 | 승 률 | 타 자 | 이 닝  | 피 안 타 | 피 홈 런 | 볼 넷 | 고 4 | 몸 맞 | 탈 삼 진 | 폭 투 | 보 크 | 실 점 | 자 책 점 | 평 자 책 | W H I P |
| ---------- | ---------- | ----- | ----- | ----- | ----- | ------- | ----- | ----- | -------- | ----- | ----- | ----- | ------ | -------- | -------- | ----- | ---- | ----- | -------- | ----- | ----- | ----- | -------- | -------- | ------- |
| 1996년     | 주니치     | 14    | 11    | 3     | 1     | 1       | 7     | 3     | 0        | --    | .700  | 302   | 72.1   | 63       | 6        | 30    | 1    | 0     | 65       | 3     | 0     | 27    | 25       | 3.11     | 1.29    |
| 1997년     | 주니치     | 34    | 26    | 2     | 0     | 0       | 10    | 12    | 0        | --    | .455  | 747   | 160.0  | 173      | 13       | 96    | 4    | 10    | 143      | 4     | 1     | 95    | 84       | 4.73     | 1.68    |
| 1998년     | 주니치     | 26    | 25    | 3     | 2     | 0       | 10    | 9     | 0        | --    | .526  | 651   | 153.2  | 133      | 10       | 66    | 0    | 9     | 115      | 9     | 0     | 60    | 58       | 3.40     | 1.30    |
| 1999년     | 주니치     | 15    | 8     | 0     | 0     | 0       | 2     | 4     | 0        | --    | .333  | 227   | 49.0   | 61       | 7        | 18    | 2    | 2     | 38       | 3     | 0     | 33    | 31       | 5.69     | 1.61    |
| 2000년     | 긴테쓰     | 23    | 18    | 4     | 1     | 0       | 7     | 9     | 0        | --    | .438  | 501   | 117.1  | 108      | 13       | 46    | 0    | 4     | 109      | 2     | 0     | 54    | 51       | 3.91     | 1.31    |
| 2001년     | 긴테쓰     | 32    | 21    | 0     | 0     | 0       | 8     | 5     | 0        | --    | .615  | 552   | 123.1  | 136      | 27       | 51    | 1    | 0     | 122      | 4     | 0     | 92    | 89       | 6.49     | 1.52    |
| 2002년     | 긴테쓰     | 16    | 1     | 0     | 0     | 0       | 0     | 4     | 0        | --    | .000  | 124   | 29.1   | 25       | 4        | 12    | 3    | 0     | 32       | 0     | 0     | 12    | 12       | 3.68     | 1.26    |
| 2003년     | 긴테쓰     | 20    | 16    | 0     | 0     | 0       | 6     | 4     | 0        | --    | .600  | 432   | 98.1   | 102      | 12       | 44    | 3    | 5     | 103      | 5     | 0     | 47    | 46       | 4.21     | 1.48    |
| 2004년     | 요코하마   | 42    | 7     | 0     | 0     | 0       | 4     | 8     | 10       | --    | .333  | 336   | 76.1   | 84       | 16       | 26    | 3    | 3     | 86       | 7     | 0     | 42    | 39       | 4.60     | 1.44    |
| 2005년     | 요코하마   | 29    | 27    | 4     | 1     | 1       | 11    | 8     | 0        | 0     | .579  | 832   | 197.2  | 175      | 19       | 76    | 1    | 6     | 177      | 6     | 0     | 80    | 74       | 3.37     | 1.27    |
| 2006년     | 요코하마   | 28    | 25    | 2     | 0     | 0       | 10    | 9     | 0        | 0     | .526  | 691   | 154.1  | 187      | 19       | 51    | 0    | 3     | 114      | 1     | 0     | 90    | 83       | 4.84     | 1.54    |
| 2007년     | 요미우리   | 12    | 5     | 0     | 0     | 0       | 1     | 5     | 0        | 0     | .167  | 144   | 31.2   | 36       | 7        | 14    | 2    | 0     | 26       | 2     | 1     | 21    | 21       | 5.97     | 1.58    |
| 2008년     | 요미우리   | 11    | 0     | 0     | 0     | 0       | 0     | 2     | 0        | 2     | .000  | 56    | 12.2   | 13       | 2        | 6     | 0    | 0     | 16       | 0     | 0     | 5     | 5        | 3.55     | 1.50    |
| 2009년     | SK         | 28    | 23    | 0     | 0     | 0       | 8     | 4     | 0        | 1     | .667  | 564   | 126.0  | 141      | 19       | 53    | 0    | 7     | 98       | 2     | 0     | 78    | 70       | 5.00     | 1.54    |
| 2010년     | SK         | 30    | 27    | 0     | 0     | 0       | 14    | 7     | 0        | 0     | .667  | 647   | 153.2  | 146      | 14       | 52    | 2    | 6     | 143      | 11    | 0     | 65    | 55       | 3.22     | 1.29    |
| 2011년     | 삼성       | 16    | 16    | 1     | 1     | 0       | 5     | 6     | 0        | 0     | .455  | 376   | 86.1   | 92       | 9        | 31    | 0    | 5     | 62       | 5     | 0     | 55    | 39       | 4.07     | 1.42    |
| NPB : 13년 | NPB : 13년 | 302   | 190   | 18    | 5     | 2       | 76    | 82    | 10       | 2     | .481  | 5595  | 1276.0 | 1296     | 155      | 536   | 20   | 42    | 1146     | 46    | 2     | 658   | 618      | 4.36     | 1.44    |
| KBO : 3년  | KBO : 3년  | 74    | 66    | 1     | 1     | 0       | 27    | 17    | 0        | 1     | .614  | 1587  | 366.0  | 379      | 42       | 136   | 2    | 18    | 303      | 18    | 0     | 198   | 164      | 4.03     | 1.41    |

- 굵은 글씨는 시는 최고 성적.

## 실종과 발견, 그리고 재실종
2021년 5월 26일 실종됐다.
5월 15일부터 팀 훈련에 무단으로 결석하더니,
모든 사람과 연락이 두절됐으며, 일본 경찰은 수색중이라고 한다. 미·일 통산 100승-100홀드-100세이브를 기록한 우에하라 코지는 "카도쿠라씨 도대체 어디에?"라며 "무사하기를 바란다"고 전했고, 후지TV의 MC 타니하라 쇼스케도 "나쁜 결과가 나오지 않기를 간절히 바라고 있다"고 걱정했다. 6월 2일 요코하마의 한 공원에서 노숙자 상태로 발견되었다고 했으나, 아내를 통하여 아직 발견하지 못하였다고 했지만 6월 6일 아내가 블로그를 통해 "집에 잘 돌아왔다, 죄송하다" 등의 말을 남기며, 카도쿠라의 실종사건은 이렇게 마무리 되었다. 2021년 7월, 카도쿠라의 아내를 통해, 카도쿠라가 다시 한번 실종됐다는 소식이 들려왔다. 6월 23일 이후로, 3주가 넘게 지난 지금도 돌아오지 않고 있다.

## 참조
1. ↑  삼성, 카도쿠라와 총액 30만 달러 계약…선발진 강화 기대[깨진 링크(과거 내용 찾기)] 《Osen》, 2011년 1월 25일 작성
2. ↑  ‘카도쿠라 100승’ 일본 용병 최고 성공사례 - 데일리안
3. ↑  가도쿠라, 인스트럭터로 2년 만에 삼성 복귀[깨진 링크(과거 내용 찾기)] - 국민일보 쿠키뉴스
4. ↑  SK 카도쿠라 "X레이 찍었는데 얼굴이 길어서…"[깨진 링크(과거 내용 찾기)] 《스포츠서울》, 2009년 4월 28일 작성
5. ↑  카도쿠라 "SK 와서, 이런 야구도 있구나 처음 배웠다" - 이데일리